# Заднее Поле (Тверская область)
Заднее Поле — деревня в Старицком районе Тверской области.

## География
Находится в южной части Тверской области на расстоянии приблизительно 21 км на северо-восток от районного центра города Старица недалеко от правого берега Волги.

## История
Согласно Писцовым книгам 16 века деревня Заднее Поле находилась во владении Панафидиных еще со времен тверского князя Бориса Александровича. По переписи Суземского стана в 1677 году в Заднем Поле за братьями Панафидиными — Иваном, Фёдором и Игнатием Григорьевичами было 3 двора и 16 душ (мужчин), а за Мироном и Тихоном Акимовичами — 6 дворов и 30 душ (мужчин). 

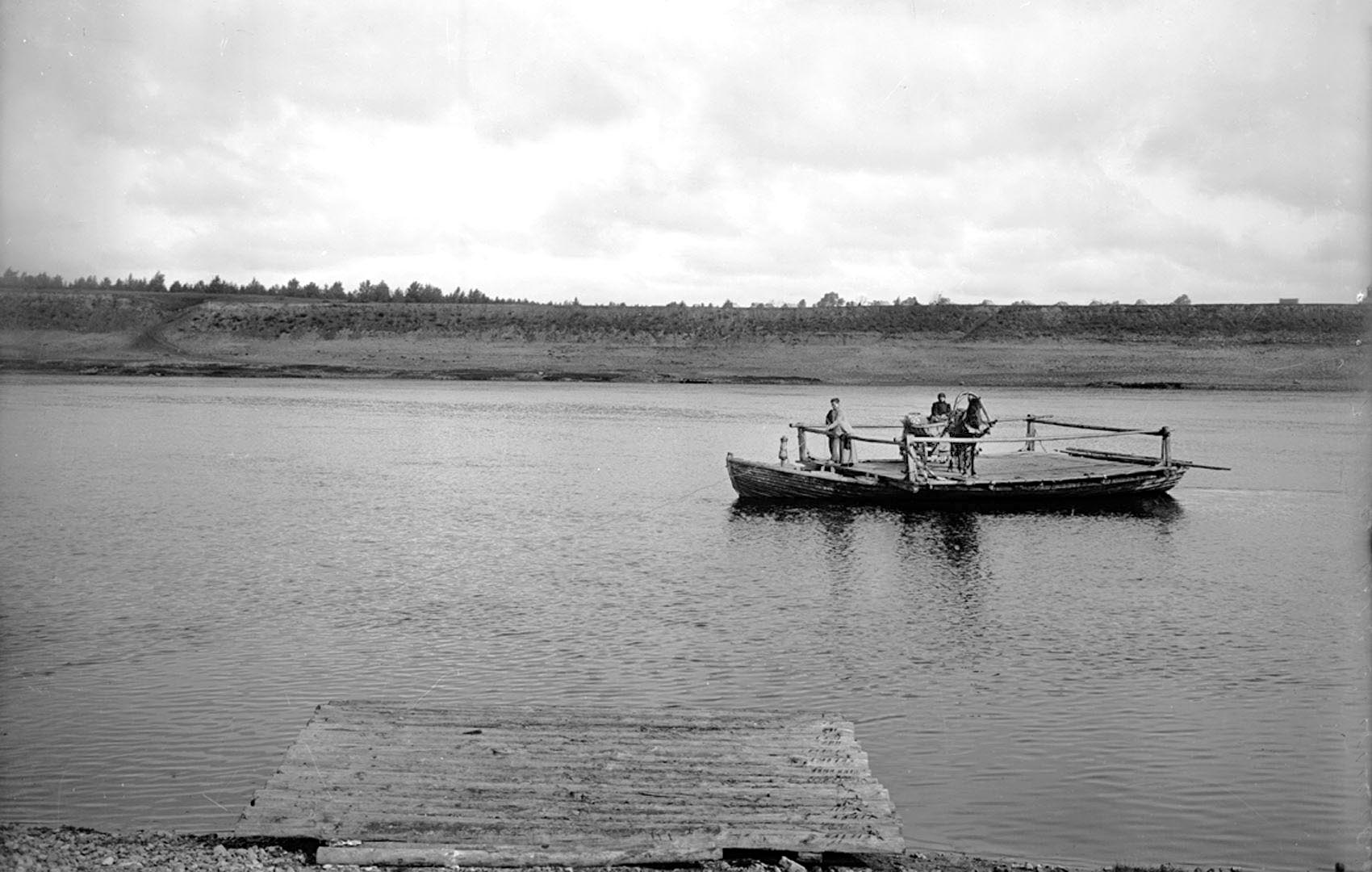
Паром на Волге у деревни Заднее поле (1903)

К 1750 году в Заднем поле было уже 19 дворов (70 мужчин и 63 женщин). По ревизской сказке 1783 года (4-я ревизия) из-за разлива Волги весной крестьяне Заднего поля «претерпевали страх и моту утопления», поэтому Панафидины перевели большинство из них в свое село Нестерово и деревню Андриянково, а оставшихся 25 крестьян в ближайшею пустошь Переезд. Таким образом  деревня Заднее поле перестала существовать, а рядом с ней возникло вновь поселенное сельцо Переезд.
До середины 18 века Заднее Поле относилось к приходу погоста Сергиевского в Иванишинском монастыре, а после упразднения монастыря к приходу Успенской церкви села Иванищи.
Деревня была отмечена ещё на карте Менде, которая отражала местность в 1848—1849 годах. В 1859 году здесь (тогда деревня Переезд или Задния Поля Старицкого уезда) было учтено 14 дворов.

## Население
Численность населения: 171 человек (1859), 15 (русские 100 %) в 2002 году, 9 в 2010.